# Gare de Lamanon
Gare de Lamanon vasútállomás Franciaországban, Lamanon településen.

## Vasútvonalak
Az állomást az alábbi vasútvonalak érintik:
- d’Avignon–Miramas-vasútvonal

## Kapcsolódó állomások
A vasútállomáshoz az alábbi állomások vannak a legközelebb:
- Gare de Salon
- Gare de Sénas